# Флаг Кении
Государственный флаг Кении — один из официальных кенийских символов. Принят 12 декабря 1963 года.

## Описание и символика

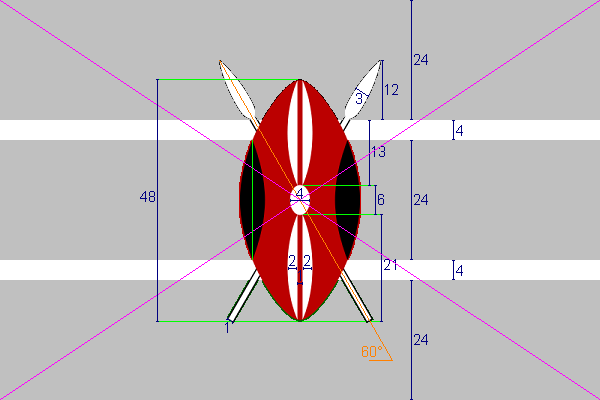
Спецификация флага.

Флаг Кении состоит из трёх горизонтальных полос чёрного, красного и зелёного цветов, разделённых между собой двумя белыми горизонтальными полосами. В центральной части флага находится изображение красно-бело-чёрного щита африканского народа масаи, а за ним — изображение двух белых перекрещенных копий.
Цвета имеют следующее значение:
- Чёрный цвет символизирует африканское население страны.
- Красный цвет олицетворяет кровь, пролитую во время борьбы за независимость Кении.
- Зелёный цвет символизирует сельское хозяйство и природные богатства страны.
- Белый цвет символизирует мир.

Щит масаи и копья символизируют защиту свободы.

## История
Современный флаг Кении был создан на основе флага Африканского Национального Союза Кении (англ. Kenya African National Union), политической организации, принявшей самое активное участие в борьбе за независимость страны. Первый флаг партии был принят 3 сентября 1951 года и представлял собой полотнище с двумя горизонтальными полосами чёрного и красного цветов. В центральной части флага находилось изображение щита и копья. В 1952 году во флаг организации были внесены изменения: была добавлена третья полоса зелёного цвета (очерёдность: чёрная, красная, зелёная полосы), а в центральной части располагалось изображение щита и перекрещённых копья и стрелы с надписью «KAU».
С получением независимости от Великобритании 12 декабря 1963 года был принят государственный герб Кении. Отличием от флага Африканского Национального Союза Кении было наличие двух белых горизонтальных полос. Кроме того, было увеличено изображение щита.

Флаг Британской Восточной Африки 1921 — 12 декабря 1963
Флаг Виту 1893 — 1920